# Crescenza

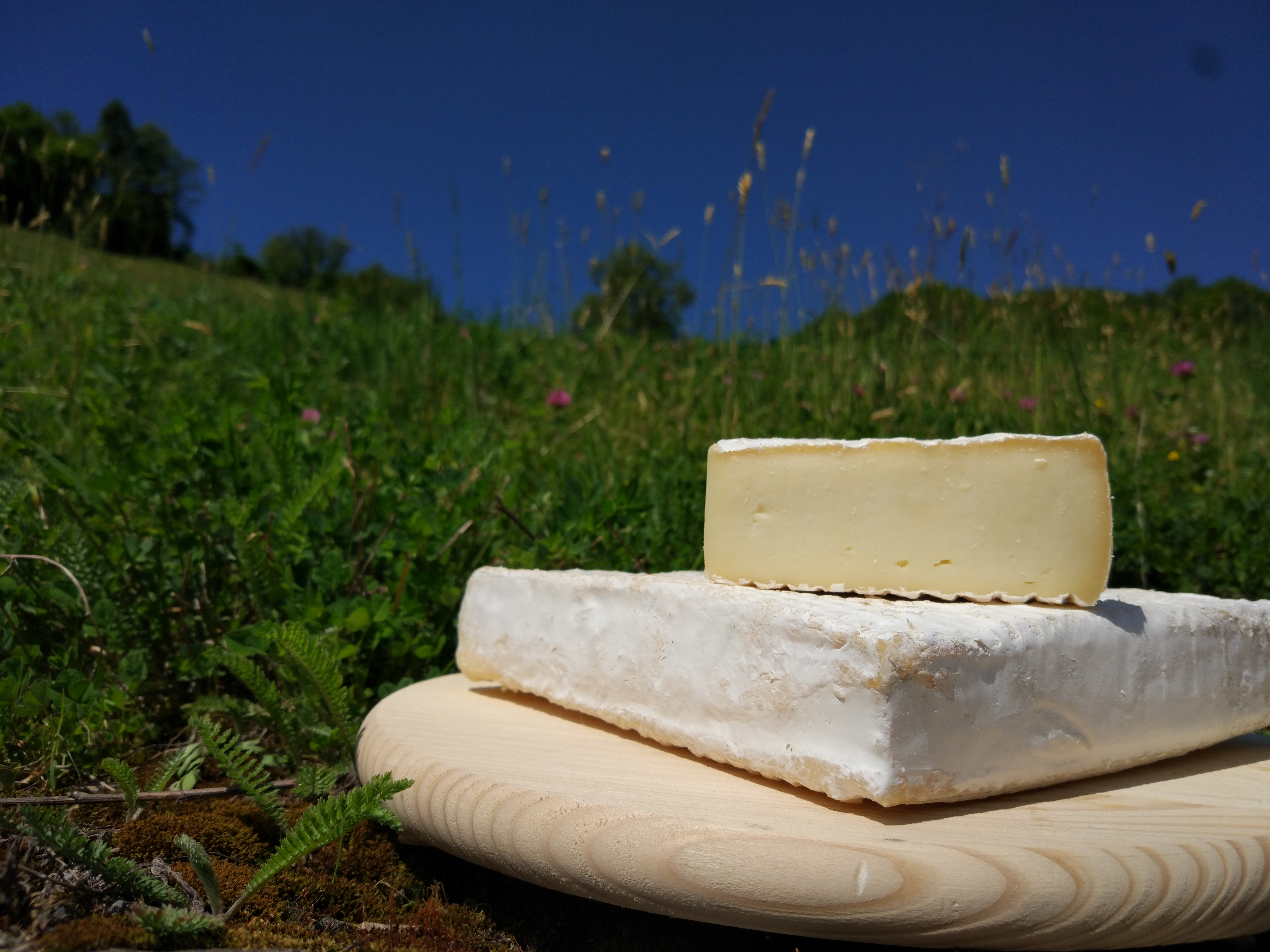
Crescenza

Crescenza [kreʃˈʃɛn.t͡sa] ist ein kurz gereifter italienischer Weichkäse. Er ist auch unter der volkstümlichen Bezeichnung Stracchino [strakˈki.no] bekannt. Dieser Name stammt vermutlich aus der Zeit, als die Milcherzeuger der Lombardei ihre Kühe im Herbst vom Hügelland in die Ebene trieben. Aus der Milch der müde gewordenen Tiere (im Dialekt „stracch“) wurde der Käse hergestellt. Er wird hauptsächlich in der Lombardei und in Venetien, zum Teil auch im Piemont hergestellt.

## Merkmale
Crescenza ist ein stangen- oder quaderförmiger Käse von weißer Farbe. Er hat eine sehr weiche, cremige Textur und besitzt keine Rinde. Er hat keine Lochung, manchmal sind jedoch einzelne kleine Spalten vorhanden. Sein Fettgehalt beträgt 50 % Fett i. Tr. Sein Aroma ist mild und frisch. Er wird hauptsächlich als streichfähiger Tafelkäse verwendet.

## Herstellung
Crescenza wird aus pasteurisierter Kuhmilch hergestellt. Die Milchgerinnung erfolgt durch Lab sowie Lactobacillus bulgaricus und Streptococcus thermophilus (etwa in Form von Joghurt als Starterkultur). Die Gallerte wird schonend zerteilt und abgeschöpft. Der Bruch wird in quadratische Formen gefüllt und mehrmals gewendet. Im Anschluss werden die Laibe in einer Lake gesalzen. Die Reifung erfolgt bei 4–5 °C und 85–90 % rel. Feuchte, dabei wird der Käse mehrmals gewendet. Die Reifedauer beträgt 7–10 Tage.